# Rajon Bilopillja
Der Rajon Bilopillja (ukrainisch Білопільський район/Bilopilskyj rajon; russisch Белопольский район/Belopolski rajon) war eine 1923 gegründete Verwaltungseinheit innerhalb der Oblast Sumy im Osten der Ukraine.
Der Rajon hatte eine Fläche von 1443 km² und eine Bevölkerung von etwa 50.000 Einwohnern, der Verwaltungssitz befand sich in der namensgebenden Stadt Bilopillja.
Am 17. Juli 2020 kam es im Zuge einer großen Rajonsreform zum Anschluss des Rajonsgebietes an den Rajon Sumy.

## Geographie
Der Rajon lag im Osten der Oblast Sumy. Er grenzte im Norden an Russland (Oblast Kursk, Rajon Gluschkowo), im Osten an den Rajon Sumy, im Süden an den Rajon Lebedyn, im Südwesten an den Rajon Nedryhajliw, im Westen an den Rajon Buryn sowie im Westen an den Rajon Putywl.

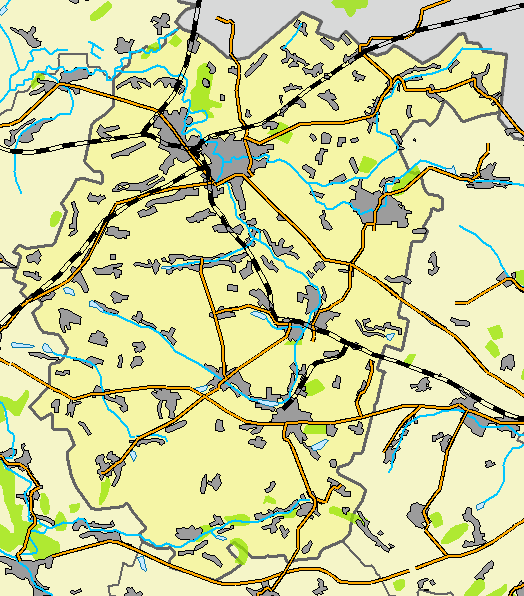
Übersichtskarte des Rajons

Durch das ehemalige Rajonsgebiet fließen der Sejm, der Wyr (Вир), die Kryha (Крига), die Pawliwka (Павлівка) sowie die Loknja (Локня), dabei ergeben sich Höhenlagen zwischen 130 und 200 Metern.

## Administrative Gliederung
Auf kommunaler Ebene war der Rajon in zwei Stadtratsgemeinden, eine Siedlungsratsgemeinde, eine Siedlungsgemeinde sowie 10 Landratsgemeinden unterteilt, denen jeweils einzelne Ortschaften untergeordnet waren.
Zum Verwaltungsgebiet gehörten:
- 2 Städte
- 2 Siedlungen städtischen Typs
- 115 Dörfer
- 7 Siedlungen

### Stadt
| Städte                   | Städte     | Städte                |
| Name                     | Name       | Name                  |
| ukrainisch transkribiert | ukrainisch | russisch              |
| ------------------------ | ---------- | --------------------- |
| Bilopillja               | Білопілля  | Белополье (Belopolje) |
| Woroschba                | Ворожба    | Ворожба               |

### Siedlungen städtischen Typs
| Siedlungen städtischen Typs       | Siedlungen städtischen Typs | Siedlungen städtischen Typs                       |
| Name                              | Name                        | Name                                              |
| ukrainisch transkribiert          | ukrainisch                  | russisch                                          |
| --------------------------------- | --------------------------- | ------------------------------------------------- |
| Mykolajiwka (bis 2016 Schowtnewe) | Миколаївка (Жовтневе)       | Николаевка (Nikolajewka)/Жовтневое (Schowtnewoje) |
| Uljaniwka                         | Улянівка                    | Ульяновка (Uljanowka)                             |

### Dörfer und Siedlungen
| Dörfer                             | Dörfer                 | Dörfer                                            | Dörfer              |
| Name                               | Name                   | Name                                              | Gemeindezuordnung   |
| ukrainisch transkribiert           | ukrainisch             | russisch                                          | Gemeindezuordnung   |
| ---------------------------------- | ---------------------- | ------------------------------------------------- | ------------------- |
| Arkawske                           | Аркавське              | Аркавское (Arkawskoje)                            | Mykolajiwka         |
| Atynske                            | Атинське               | Атинское (Atinskoje)                              | Ryschiwka           |
| Babakiwka                          | Бабаківка              | Бабаковка (Babakowka)                             | Nowi Wyrky          |
| Bajicha                            | Баїха                  | Баиха (Baicha)                                    | Ritschky            |
| Bakscha                            | Бакша                  | Бакша                                             | Uljaniwka           |
| Barylo                             | Барило                 | Барыло                                            | Wyry                |
| Bessaliwka                         | Безсалівка             | Бессаловка (Bessalowka)                           | Iskryskiwschtschyna |
| Bessokyrne                         | Безсокирне             | Бессокирное (Bessokirnoje)                        | Ritschky            |
| Bilany                             | Білани                 | Беланы (Belany)                                   | Wyry                |
| Bilykiwka                          | Біликівка              | Беликовка (Belikowka)                             | Mykolajiwka         |
| Bilowyschnewe                      | Біловишневе            | Беловишневое (Belowischnewoje)                    | Ritschky            |
| Bobryk                             | Бобрик                 | Бобрик (Bobrik)                                   | Mykolajiwka         |
| Bolotyschyne (bis 2016 Radjanske)  | Болотишине (Радянське) | Болотышино (Bolotyschino)/Радянское (Radjanskoje) | Mykolajiwka         |
| Bublykowe                          | Бубликове              | Бубликово (Bublikowo)                             | Huryniwka           |
| Budky                              | Будки                  | Будки (Budki)                                     | Ryschiwka           |
| Butowschtschyna                    | Бутовщина              | Бутовщина (Butowschtschina)                       | Mykolajiwka         |
| Dihtjarne                          | Дігтярне               | Дегтярное (Degtjarnoje)                           | Obody               |
| Dudtschenky                        | Дудченки               | Дудченки (Dudtschenki)                            | Woroniwka           |
| Hanniwka-Terniwska                 | Ганнівка-Тернівська    | Анновка-Терновская (Annowka-Ternowskaja)          | Mykolajiwka         |
| Hanniwka-Wyriwska                  | Ганнівка-Вирівська     | Анновка-Вировская (Annowka-Wirowskaja)            | Hanniwka-Wyriwska   |
| Hanniwske                          | Ганнівське             | Анновское (Annowskoje)                            | Serhijiwka          |
| Hesiwka                            | Гезівка                | Гезовка (Gesowka)                                 | Serhijiwka          |
| Holowatschi                        | Головачі               | Головачи (Golowatschi)                            | Wyry                |
| Holyschiwske                       | Голишівське            | Голышевское (Golyschewskoje)                      | Ryschiwka           |
| Horobiwka                          | Горобівка              | Горобовка (Gorobowka)                             | Ritschky            |
| Hostynne                           | Гостинне               | Гостинное (Gostinnoje)                            | Mykolajiwka         |
| Huryniwka                          | Гуринівка              | Гуриновка (Gurinowka)                             | Huryniwka           |
| Hyrine                             | Гиріне                 | Гирино (Girino)                                   | Huryniwka           |
| Iskryskiwschtschyna                | Іскрисківщина          | Искрисковщина (Iskriskowschtschina)               | Iskryskiwschtschyna |
| Jantschenky                        | Янченки                | Янченки (Jantschenki)                             | Woroniwka           |
| Jossypowe                          | Йосипове               | Иосипово (Jossipowo)                              | Kujaniwka           |
| Kaltschenky                        | Кальченки              | Кальченки (Kaltschenki)                           | Kaltschenky         |
| Kandybyne                          | Кандибине              | Кандыбино (Kandybino)                             | Huryniwka           |
| Kateryniwka                        | Катеринівка            | Катериновка (Katerinowka)                         | Pawliwka            |
| Komaryzke                          | Комарицьке             | Комарицкое (Komarizkoje)                          | Mykolajiwka         |
| Korschatschyna                     | Коршачина              | Коршачина (Korschatschina)                        | Ritschky            |
| Kotenky                            | Котенки                | Котенки (Kotenki)                                 | Hanniwka-Wyriwska   |
| Kowalenky                          | Коваленки              | Коваленки (Kowalenki)                             | Bilopillja          |
| Krawtschenkowe                     | Кравченкове            | Кравченково (Krawtschenkowo)                      | Wyry                |
| Kryschyk                           | Крижик                 | Крыжик (Kryschik)                                 | Kaltschenky         |
| Kujaniwka                          | Куянівка               | Куяновка (Kujanowka)                              | Kujaniwka           |
| Kurassowe                          | Курасове               | Курасово (Kurassowo)                              | Mykolajiwka         |
| Kysla Dubyna                       | Кисла Дубина           | Кислая Дубина (Kislaja Dubina)                    | Pawliwka            |
| Lochnja                            | Лохня                  | Лохня                                             | Mykolajiwka         |
| Luzykiwka                          | Луциківка              | Луциковка (Luzikowka)                             | Mykolajiwka         |
| Makijiwka                          | Макіївка               | Макеевка (Makejewka)                              | Obody               |
| Marjaniwka                         | Мар'янівка             | Марьяновка (Marjanowka)                           | Huryniwka           |
| Markiwka                           | Марківка               | Марковка (Markowka)                               | Mykolajiwka         |
| Maschari                           | Машарі                 | Машары (Maschary)                                 | Mykolajiwka         |
| Maksymiwschtschyna                 | Максимівщина           | Максимовщина (Maksimowschtschina)                 | Ritschky            |
| Meljatschycha (bis 2016 Petriwske) | Мелячиха (Петрівське)  | Мелячиха (Meljatschicha)/Петровское (Petrowskoje) | Pawliwka            |
| Morotscha                          | Мороча                 | Мороча                                            | Huryniwka           |
| Moskalenky                         | Москаленки             | Москаленки (Moskalenki)                           | Woroniwka           |
| Mukijiwka                          | Мукіївка               | Мукиевка (Mukijewka)                              | Mykolajiwka         |
| Mykolajiwka-Terniwska              | Миколаївка-Тернівська  | Николаевка-Терновская (Nikolajewka-Ternowskaja)   | Serhijiwka          |
| Myrlohy                            | Мирлоги                | Мирлоги (Mirlogi)                                 | Pawliwka            |
| Nahirniwka                         | Нагірнівка             | Нагорновка (Nagornowka)                           | Schkuratiwka        |
| Neskutschne                        | Нескучне               | Нескучное (Neskutschnoje)                         | Iskryskiwschtschyna |
| Nowi Wyrky                         | Нові Вирки             | Новые Вирки (Nowyje Wirki)                        | Nowi Wyrky          |
| Nowoandrijiwka                     | Новоандріївка          | Новоандреевка (Nowoandrejewka)                    | Tereschtschenky     |
| Nowoiwaniwka                       | Новоіванівка           | Новоивановка (Nowoiwanowka)                       | Huryniwka           |
| Nowopetriwka                       | Новопетрівка           | Новопетровка (Nowopetrowka)                       | Kujaniwka           |
| Obody                              | Ободи                  | Ободы                                             | Obody               |
| Oleksandriwka                      | Олександрівка          | Александровка (Alexandrowka)                      | Mykolajiwka         |
| Oleksenky                          | Олексенки              | Алексенки (Aleksenky)                             | Huryniwka           |
| Omeltschenky                       | Омельченки             | Омельченки (Omeltschenki)                         | Ritschky            |
| Paschtschenkowe                    | Пащенкове              | Пащенково (Paschtschenkowo)                       | Mykolajiwka         |
| Pawlenkowe                         | Павленкове             | Павленково (Pawlenkowo)                           | Uljaniwka           |
| Pawliwka                           | Павлівка               | Павловка (Pawlowka)                               | Pawliwka            |
| Pawliwske                          | Павлівське             | Павловское (Pawlowskoje)                          | Kujaniwka           |
| Persche Trawnja                    | Перше Травня           | Перше Травня                                      | Mykolajiwka         |
| Perschotrawnewe                    | Першотравневе          | Першотравневое (Perschotrawnewoje)                | Mykolajiwka         |
| Pischtschane                       | Піщане                 | Песчаное (Pestschanoje)                           | Mykolajiwka         |
| Ptytsche                           | Птиче                  | Птичье (Ptitschje)                                | Mykolajiwka         |
| Ritschky                           | Річки                  | Речки (Retschki)                                  | Ritschky            |
| Rohisne                            | Рогізне                | Рогозное (Rogosnoje)                              | Iskryskiwschtschyna |
| Ruda                               | Руда                   | Руда                                              | Mykolajiwka         |
| Rudenkowe                          | Руденкове              | Руденково (Rudenkowo)                             | Tereschtschenky     |
| Rudka                              | Рудка                  | Рудка                                             | Mykolajiwka         |
| Ryschiwka                          | Рижівка                | Рыжевка (Ryschewka)                               | Ryschiwka           |
| Sadowe                             | Садове                 | Садовое (Sadowoje)                                | Tereschtschenky     |
| Samara                             | Самара                 | Самара                                            | Mykolajiwka         |
| Saritschne                         | Зарічне                | Заречное (Saretschnoje)                           | Ritschky            |
| Schkuratiwka                       | Шкуратівка             | Шкуратовка (Schkuratowka)                         | Schkuratiwka        |
| Scholobok                          | Жолобок                | Желобок (Schelobok)                               | Mykolajiwka         |
| Schpyl                             | Шпиль                  | Шпиль (Schpil)                                    | Pawliwka            |
| Schtaniwka                         | Штанівка               | Штановка (Schtanowka)                             | Woroniwka           |
| Selene                             | Зелене                 | Зелёное (Seljonoje)                               | Ritschky            |
| Serhijiwka                         | Сергіївка              | Сергеевка (Sergejewka)                            | Serhijiwka          |
| Smoljanykiwka                      | Смоляниківка           | Смоляниковка (Smoljanikowka)                      | Hanniwka-Wyriwska   |
| Sochany                            | Сохани                 | Соханы                                            | Bilopillja          |
| Soljanyky                          | Соляники               | Соляники (Soljaniki)                              | Iskryskiwschtschyna |
| Stari Wyrky                        | Старі Вирки            | Старые Вирки (Staryje Wirki)                      | Nowi Wyrky          |
| Stepaniwka                         | Степанівка             | Степановка (Stepanowka)                           | Huryniwka           |
| Strilzewe                          | Стрільцеве             | Стрельцово (Strelzowo)                            | Mykolajiwka         |
| Stukaliwka                         | Стукалівка             | Стукаловка (Stukalowka)                           | Ryschiwka           |
| Sulske                             | Сульське               | Сульское (Sulskoje)                               | Mykolajiwka         |
| Supruniwka                         | Супрунівка             | Супруновка (Suprunowka)                           | Mykolajiwka         |
| Suschylyne                         | Сушилине               | Сушилино (Suschilino)                             | Mykolajiwka         |
| Synjak                             | Синяк                  | Синяк (Sinjak)                                    | Ritschky            |
| Tereschtschenky                    | Терещенки              | Терещенки (Tereschtschenki)                       | Tereschtschenky     |
| Towsta                             | Товста                 | Толстая (Tolstaja)                                | Mykolajiwka         |
| Tscherewatiwka                     | Череватівка            | Череватовка (Tscherewatowka)                      | Schkuratiwka        |
| Tscherwaniwka                      | Черванівка             | Червановка (Tscherwanowka)                        | Kujaniwka           |
| Tscherwone                         | Червоне                | Червоное (Tscherwonoje)                           | Kaltschenky         |
| Tutschne                           | Тучне                  | Тучное (Tutschnoje)                               | Mykolajiwka         |
| Walijiwka                          | Валіївка               | Валиевка (Walijewka)                              | Mykolajiwka         |
| Wassyliwschtschyna                 | Василівщина            | Василевщина (Wassilewschtschina)                  | Huryniwka           |
| Werchosulka                        | Верхосулка             | Верхосулка                                        | Mykolajiwka         |
| Wessele                            | Веселе                 | Весёлое (Wessjoloje)                              | Mykolajiwka         |
| Wolfyne                            | Волфине                | Волфино (Wolfino)                                 | Pawliwka            |
| Woroniwka                          | Воронівка              | Вороновка (Woronowka)                             | Woroniwka           |
| Woronyne                           | Воронине               | Воронино (Woronino)                               | Kaltschenky         |
| Wyry                               | Вири                   | Виры (Wiry)                                       | Wyry                |
| Zymbaliwka                         | Цимбалівка             | Цимбаловка (Zimbalowka)                           | Schkuratiwka        |
| Siedlungen                         |                        |                                                   |                     |
| Ambary                             | Амбари                 | Амбары                                            | Ritschky            |
| Kalyniwka                          | Калинівка              | Калиновка (Kalinowka)                             | Mykolajiwka         |
| Lidyne                             | Лідине                 | Лидино (Lidino)                                   | Mykolajiwka         |
| Peremoha                           | Перемога               | Перемога (Peremoga)                               | Bilopillja          |
| Schewtschenkiwka                   | Шевченківка            | Шевченковка (Schewtschenkowka)                    | Mykolajiwka         |
| Sorjane                            | Зоряне                 | Зоряное (Sorjanoje)                               | Mykolajiwka         |
| Timirjasjewka                      | Тімірязєвка            | Тимирязевка                                       | Mykolajiwka         |